# Phylocentropus harrisi
Phylocentropus harrisi är en nattsländeart som beskrevs av Schuster och Hamilton 1984. Phylocentropus harrisi ingår i släktet Phylocentropus och familjen Dipseudopsidae. Inga underarter finns listade i Catalogue of Life.